# Epte
Epte je řeka ve Francii, dlouhá 112,5 km. Je pravým přítokem Seiny a její tok tvoří východní hranici Normandie.
Pramení na kopci Mont Bénard na území obce Compainville, teče jižním směrem a vlévá se do Seiny nedaleko Giverny. Protéká 41 obcemi v pěti departementech a má čtrnáct přítoků. Má dešťový oceánský režim bez výraznějších sezónních výkyvů. Na řece leží Regionální přírodní park Vexin français. Epte je využívána k rekreační kanoistice.
V roce 911 zde byla uzavřena smlouva ze Saint-Clair-sur-Epte mezi vikingským náčelníkem Rollem a králem Karlem III. Jako pohraniční řeka byla Epte ve středověku místem četných bojů a na jejích březích byly budovány pevnosti, např. v Gisors, Gerberoy nebo Étrépagny. Turistickou atrakcí je také památkově chráněný mlýn ve Fourges.
Řeka byla častým námětem obrazů Camilla Pissarra a Claude Moneta, který žil v Giverny na jejím břehu.